# Bayer Full
Bayer Full – najstarszy i jeden z najpopularniejszych zespołów nurtu polskiej muzyki tanecznej (disco polo). Liderem i wokalistą zespołu jest Sławomir Świerzyński.
Grupa ma w swoim dorobku siedem płyt, jak sama podaje sprzedanych w łącznym nakładzie 16 mln egzemplarzy.

## Historia
Zespół istnieje od 19 listopada 1984. Na początku istnienia zespół występował na weselach, a później także na przeglądach i festiwalach, w tym przeglądach piosenki turystycznej i poezji śpiewanej. W 1991 roku zespół podpisał swój pierwszy kontrakt płytowy.
W 1993 piosenka „Moja muzyka”, którą nagrał zespół, była emitowana na antenie TVP1 w programie muzycznym „Muzyczna Jedynka”. W latach 1994–2002 piosenki zespołu były emitowane na antenie telewizji Polsat w programie muzycznym Disco Relax.
W 1995 zespół zaangażował się w kampanię prezydencką Waldemara Pawlaka, zaś lider zespołu w 1997 startował do Sejmu z listy PSL. W 1997 Bayer Full jako jedyny zespół tego nurtu muzyki nagrał płytę z piosenkami religijnymi. Od 1996 Sławomir Świerzyński jest organizatorem corocznej Biesiady Weselnej w Węgrowie, która odbywa się pod patronatem TVP2.

## Skład
Skład zespołu zmieniał się wielokrotnie. Przez 35 lat występów w zespole przewinęło się ponad 50 osób. 
Członkami zespołu byli m.in. 
Jacek Łyziński (wokal, gitara), Jarosław Czajkowski (wokal, gitara basowa) - pierwsi członkowie zespołu w latach 1984-1994 r.
Jacek Koszewski (instrumenty klawiszowe, opiekun muzyczny od 1993 do 1994 r.), Jacek Fudała (wokal, instrumenty klawiszowe), Dina Fudała (wokal), Artur Pyciarz (wokal, gitara), Joanna Domagała (wokal), Michał Przytula (saksofon tenorowy), Piotr Kelm (skrzypce), Paweł Mielnik (gitara elektryczna i akustyczna), Krzysztof Kwiatkowski (instrumenty klawiszowe, akordeon), Iwona Ościk (saksofon), Krzysztof Sochacki (saksofon) oraz Paweł Opasiński (wokal, gitara).
W obecnym składzie są: Sławomir Świerzyński (wokal), Nikola Świerzyńska-Dutkiewicz (wokal), Beata Jasińska (wokal), Roman Matuszewski (wokal, perkusja), Damian Świerzyński (wokal), Sebastian Świerzyński (wokal). Z zespołem w roli wokalistki w chórkach występuje niekiedy również żona Sławomira Świerzyńskiego i manager zespołu – Renata Świerzyńska.

## Osiągnięcia, nagrody i wyróżnienia
Bayer Full jest laureatem i zdobywcą licznych nagród zdobytych na festiwalach i w różnych plebiscytach.
- 1993 – „Zespół Roku” w muzyce pop przyznany przez „Panoramę Śląską”
- 1993 – Piosenka Roku („Moja muzyka”) przyznana przez „Panoramę Śląską”
- 1993 – Trzecie Miejsce „Blondyneczki” w plebiscycie na Piosenkę Roku przyznane przez „Panoramę Śląską”
- 1993 – „Barbórka” – Katowicki Spodek – 14 tysięcy widzów
- 1993 – Nagroda Specjalna Browaru Żywiec – 2 tysiące puszek piwa
- 1993 – Trzecie miejsce w plebiscycie „Muzycznej Jedynki” za piosenkę „Moja muzyka” w sierpniu
- 1995 – Złota Płyta za materiał „Złote Przeboje” przyznana przez firmę Omega Music
- 1996 – Złota Płyta za materiał „Od Wesela do wesela” przyznana przez firmę Omega Music
- 1996 – Festiwal Disco Polo Dance – Koszalin organizowany przez Super Express i Program I Polskiego Radia
  - 3. miejsce za piosenkę „Wszyscy Polacy”
  - 2. miejsce w kategorii Najlepszy Zespół Roku

- 1997 – Platynowa Płyta za całokształt osiągnięć artystycznych przyznana przez firmę Blue Star
- 2004 – Specjalna nagroda dla Sławomira Świerzyńskiego, współtwórcy Międzynarodowej Biesiady weselnej w Węgrowie od 1997 r.
- 2009 – Złota Płyta za materiał „To już 30 lat” przyznana przez ZHP Mazowsze
- 2009 – Złota Płyta za materiał „Złota kolekcja przebojów Bayer Full” przyznana przez firmę Media Way
- 2011 – Disco Hit Festival – Kobylnica – „Muzyczny klucz” Radia IRN[13]
- 2011 – Disco Hit Festival – Kobylnica – „Kryształowy Feniks” za całokształt twórczości artystycznej[14]
- 2013 – Disco Hit Festival – Kobylnica – Grand Prix Agencji Koncertowej Feniks[15]

## Dyskografia
- Blondyneczka – wiosna 1992 (Blue Star, BS 083)
- Wakacyjna dziewczyna – wiosna 1993 (BS 115)[16]
- Kolorowe oczy – początek 1994
- Krajobrazy – lato 1994[17]
- Idą święta – grudzień 1994
- Wszyscy Polacy – wiosna 1995
- Ciemnowłosa – lato 1995
- Złote przeboje – jesień 1995[18]
- Złote przeboje – Wszyscy Polacy to jedna rodzina – wiosna 1996
- Od wesela do wesela – Serduszka dwa – kwiecień 1996[19]
- Kawalerski duch – czerwiec 1996[19]
- Gwiazdkowe życzenia – grudzień 1996
- Któż jak Bóg – luty 1997[20]
- Polska – To piękny kraj – lipiec 1997[19]
- Ogień, woda i namiętność – sierpień 1997[19]
- Legenda Bayer Full – zestaw pięciu kaset – kwiecień 1998[19]
- Od biesiady do wesela – Wiatr miłości – październik 1998[19]
- Biesiada turystyczna – Gdzie ta keja – maj 1999[21]
- Bayer Full – czyste melodyjne brzmienie 1984 – 1999 – wiosna 2000
- Ile jabłek na jabłoni – Album weselny – lato 2000
- Album świąteczny – grudzień 2000
- Przeboje dancingowe – pierwsza godzina zabawy 2001
- Ty Polsko wiesz 2002
- Złote przeboje 1984 – 2005 – 20 lat biesiady Bayer Full 2005
- Baw się razem z nami 2006
- Bayer Full – The Best 2007
- Bayer Full – Biesiada XXI w. 2007
- Bayer Full – Album weselny 2007
- Euro przeboje – zima 2009
- Polak i Chińczyk to jedna rodzina – grudzień 2011[22]
- Ostatni taniec na tej sali – 13 lipca 2013[23]
- Bo ja mam teścia – lipiec 2015[24]

## Kontrowersje
W 2010 powstał pomysł występów zespołu w Chinach, z inspiracji sinologa i dziennikarza Krzysztofa Darewicza, z przetłumaczonymi i częściowo napisanymi przez niego tekstami piosenek. Sprawa stała się wówczas głośna w mediach, służąc promocji zespołu, a jego lider Sławomir Świerzyński w wywiadach twierdził o ogromnej popularności zespołu w Chinach, granych tam koncertach i zawartym kontrakcie na 67 mln egzemplarzy płyt. Na kanwie tego w 2011 reżyser Maciej Bochniak wyprodukował film dokumentalny pt. Miliard szczęśliwych ludzi, opowiadający o podróży zespołu i jego występach w Chinach. Według Krzysztofa Darewicza nie doszło jednak ani do wydania płyty w Chinach, ani koncertów tam zespołu, a zespół nagrał jedynie materiał promocyjny dla telewizji chińskiej i nie opanował utworów w stopniu wystarczającym do ich wykonywania na żywo, wykonując je na nielicznych występach w Polsce z playbacku. Doszło jedynie do udostępnienia płyty z chińskimi wersjami piosenek na rynek polski, aczkolwiek nie wydanej oficjalnie.
Lider zespołu oskarżany jest także o kilkakrotne dopuszczanie się plagiatów lub innego naruszania praw autorskich oryginalnych autorów piosenek z kręgu piosenki turystycznej, które były wydawane na płytach Bayer Full bez wskazania rzeczywistego autora i uregulowania kwestii licencyjnych. Dotyczy to między innymi takich przebojów grupy, jak: „Bo to jest moja muzyka”, „Tawerna »Pod Pijaną Zgrają”, „Wszyscy Polacy”, „Gdzie ta keja”. Również Marek Drajewicz oskarża zespół o wykorzystanie bez jego zgody i podania autora opracowanych przez niego chińskich tekstów kilkunastu piosenek.